# E 번호
E 번호(영어: E numbers)는 식품 첨가제에 쓰이는 번호이며, 원래는 유럽 연합에서 쓰였기 때문에 E라는 기호를 쓴다. 이는 유럽 연합의 식품 라벨에서 쉽게 찾아볼 수 있다. Safety assessment and approval are the responsibility of the European Food Safety Authority. 번호를 붙이는 방법은 국제 번호 시스템(International Numbering System, INS)를 사용하며 이는 Codex Alimentarius 위원회에서 결정하나, 이들 일부만 유럽 연합에서 사용이 허용되었다. E 번호는 다른 나라의 규정에도 등장하는데, GCC, 오스트레일리아, 뉴질랜드, 이스라엘등이다. 오스트레일리아와 뉴질랜드에서는 "E"를 생략하여 쓴다. 북아메리카의 나라들 특히 캐나다에서도 이 체계를 점점 더 사용하고 있다.
영국과 아일랜드에서 "E 번호"는 인공 식품 첨가제를 뜻하며 "E 번호를 사용하지 않은(free of E numbers)"과 같은 식으로 쓰인다. 많은 자연 생성물도 E번호를 가지고 있기도 하다. 예를 들면 비타민 C (E300) 또는 토마토의 붉은 색을 내는 라이코펜(E160d) 등이 있다.

## 참고
1. ↑  “UK Food Standards Agency”. 2010년 10월 7일에 원본 문서에서 보존된 문서. 2012년 3월 1일에 확인함.
2. ↑  European Directive 95/2/EC on food additives other than colours and sweeteners
3. ↑  “404 error”. 2019년 6월 1일에 원본 문서에서 보존된 문서. 2009년 12월 14일에 확인함.
4. ↑  Codex Alimentarius. “Noms de Categorie et Systeme International de Numerotation des Additifs Alimentaires” (PDF). 2009년 11월 24일에 원본 문서 (PDF)에서 보존된 문서. 2009년 4월 2일에 확인함.